# اهاندجیناکو
اهاندجیناکو (به لاتین: Ahondjinnako) یک شهرستان در استان کوفو، کشور بنین است.

## خصوصیات
اهاندجیناکو ۴٬۸۹۱ نفر جمعیت دارد.